# Louis-Gabriel Guillemain
Pour les articles homonymes, voir Guillemain.
Louis-Gabriel Guillemain (Paris, 15 novembre 1705 – Chaville, près de Paris, 1er octobre 1770) est un compositeur et violoniste français du début de la période classique. Il est l'un des premiers compositeurs français de symphonies et l'égal de Jean-Marie Leclair au violon, « qu'il dépasse même quelquefois en audace et en brio ».

## Biographie
Élevé chez le comte de Rochechouart, il apprendra le violon et étudiera notamment à Turin en Italie pour compléter sa formation. Élève de Giovanni Battista Somis et peut-être de Jean-Marie Leclair, lui aussi élève de Somis, comme Jean-Pierre Guignon et Gaetano Pugnani.
En 1729, à vingt-quatre ans, et pour une brève période, il est membre de l'orchestre à l'opéra de Lyon en tant que « symphoniste ». Le 29 mars 1734, il obtient le poste de premier violon à l'Académie royale de Dijon et publie son premier opus la même année, dédié à Monsieur Chartraire de Bourbonne, son soutien, président au parlement et également violoniste, tout comme l'œuvre 3. Un autre voyage en Italie à cette période n'a laissé aucune trace.
Après s'être installé à Paris en 1737, il officie dans de nombreux domaines de la musique, composant différentes sonates et continuant à jouer du violon, notamment avec le célèbre Guignon. Il obtient un poste important à la cour de Versailles, « ordinaire de la musique et de la Chapelle et de la Chambre du roi », (avec une pension de 500 livres à partir de juin 1750, en outre le musicien le mieux payé de la cour, avec 1 650 livres en 1760 alors que Guignon n'en perçoit que 1 350) et dans l'orchestre du théâtre des petits cabinets de la Marquise de Pompadour, de 1747 à 1750.
Pendant les années 1750, ses œuvres sont jouées dix-neuf fois au Concert Spirituel, mais volontairement, il n'y paraît jamais comme soliste, sauf peut-être le 18 mai 1750, pour un de ses concertos. L'écrivain Pierre-Louis d'Aquin de Château-Lyon (1720–1795 ou 1796, fils de l'organiste Louis-Claude Daquin) a écrit dans sa sixième Lettre sur les hommes célèbres, :

« Lorsqu'on parle d'un homme plein de feu, de génie et de vivacité, il faut nommer M. Guillemain, Ordinaire de la Musique du Roi ; c'est peut-être le violon le plus rapide et le plus extraordinaire qui se puisse entendre. Sa main est pétillante, il n'y a point de difficultés qui puissent l'arrêter, et lui seul en fait naître dans ses savantes productions qui embarrassent quelquefois ses rivaux. Ce fameux artiste est parmi les grands Maîtres un des plus féconds et l'on convient que ses ouvrages sont remplis des beautés les plus piquantes. »

En 1757, il épouse Catherine Langlais (née le 13 janvier 1715) et entre en 1759 au service de Louis XV comme violoniste. Ses dernières publications datent de 1762.
De caractère sombre, mélancolique, alcoolique et appauvri par des achats extravagants (tapisseries et meubles) traqué par ses créanciers,, alors qu'il se rend à Versailles à pied, il se suicide en se poignardant au pied d'un saule. Certains récits contemporains font le tableau de quatorze coups,. Même si ces détails sont pour le moins surprenants, il semble qu'il se soit bien suicidé. Il est enterré le jour-même. Sa veuve se voit attribuer une pension de 600 livres qu'elle touche de 1772 à 1779.

## Style
Les dix-huit opus de Guillemain publiés entre 1734 et 1762, uniquement de la musique instrumentale, sont très différents. Dans son premier opus, il conserve un schéma à trois mouvements, mais il dépasse parfois la virtuosité de Leclair (« en audace et en brio » dit Lionel de La Laurencie) et fort peu de violonistes en 1734 auraient pu aborder ces sonates. En revanche, son opus 2 (1738) pour quatuor avec flûte, est beaucoup moins virtuose. L'opus 11 (1742), son troisième livre pour violon, annonce le langage classique. Quant à l'opus 12 (1743), il contient la plus charmante des musiques de l’auteur. Il en reprendra le même effectif pour l'opus 17, en 1756. Dans ces quatuors, il donne une part égale aux instruments mélodiques où chacun joue d'imitation. Dans l'opus 13 suivant, écrit pour Clavecin en sonate, il donne un rôle secondaire au violon, suivant l'exemple de Mondonville qui publiait dès 1734, d’innovantes sonates avec violon obligé, opus 3.
Guillemain est l'un des premiers compositeurs français à écrire pour la symphonie d'orchestre, avec son opus 6, dès 1740 et l'opus 14 en 1748, qui montre des allegros de sonate déjà très accomplis d'une structure intéressante dans une découpe à l'italienne (vif–lent–vif).
Son ultime opus, Amusement pour le violon seul (1762) est l'une des premières œuvres françaises pour violon seul. Elle est composée sur dix-huit airs de divers auteurs, variés de toute sorte de manière, suivis par des caprices « de la plus haute virtuosité ».

## Œuvre

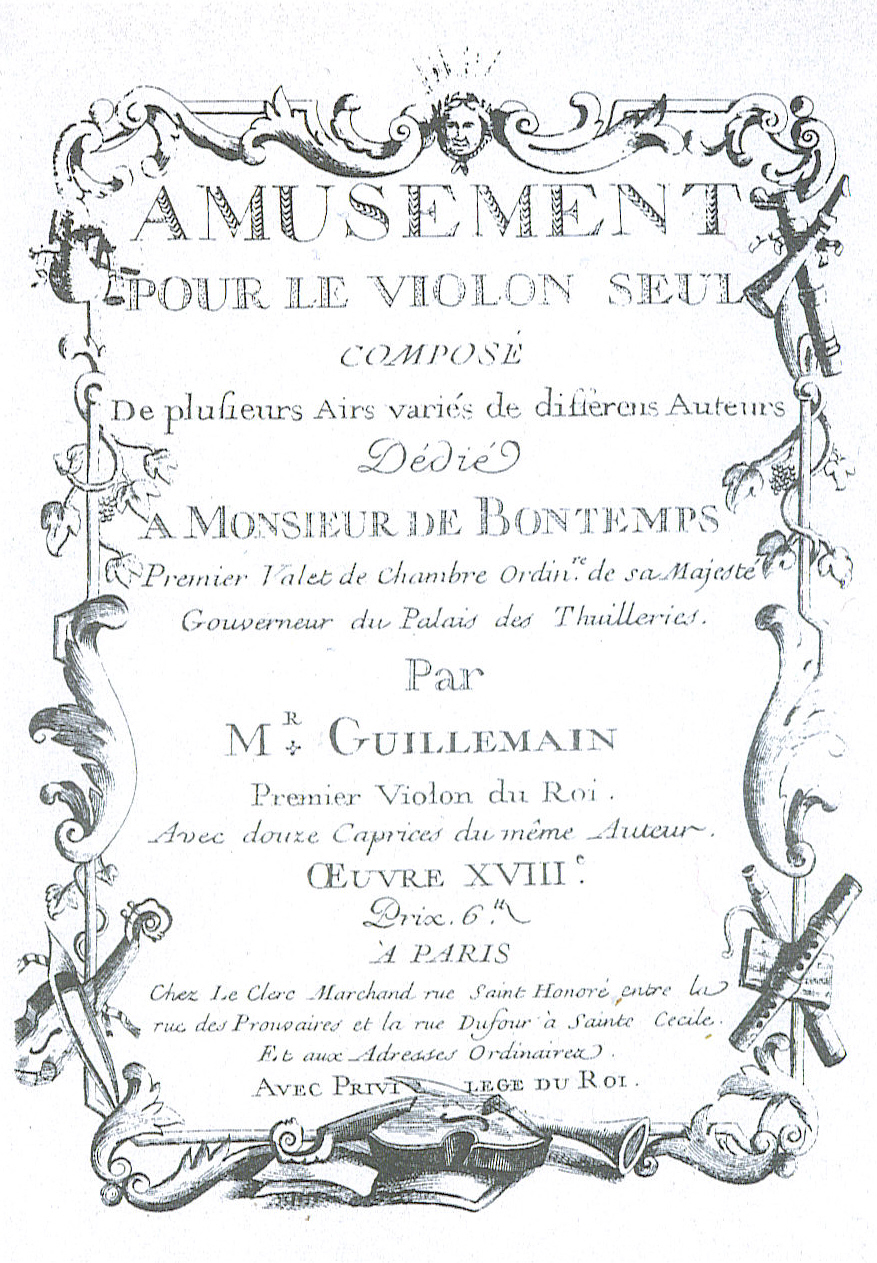
Amusement op. 18.

### Musique de chambre
- Premier livre de Sonates pour violon avec basse continue, op. 1 (Dijon 1734, Paris Boivin)
- Sonates en trio pour les violons et la flûte, op. 2 [12 sonates] (c.1738)
- Deuxième livre de sonates, pour violon et basse continue, op. 3 (Paris 1739)
- Sonates pour deux violons sans basse continue, op. 4 [6 sonates] (Paris 1739)
- Second livre de sonates, pour 2 violons (ou flûte), op. 5 (Paris 1739)
- Premier amusement à la mode pour 2 violons ou flûte et basse, op. 8 (Paris 1740)
- Pièces, pour 2 vielles ou 2 musettes, 2 flûtes ou 2 violon, op. 9 (Paris c.1741) perdu
- Troisième livre de sonates, pour violons et basse continue, op. 11 (Paris 1742)
- Sonates en quatuor ou conversations galantes et amusantes entre une flûte traversière, un violon, une basse de viole et la basse continue, op. 12 (1738 ; éd. Paris 1743)
- Pièces de clavecin en sonates avec violon, op. 13 (Paris 1745)
- Second livre de sonates en quatuor, pour flûte, violon basse de viole et basse continue, op. 17 [6 sonates] (Paris 1756)
- Amusement pour le violon seul, op. 18, accompagné de plusieurs airs variés de différents auteurs et 12 Caprices (1762)

### Orchestre
- Symphonies dans le goût italien en trio, op. 6 [6 symphonies] (1740)[19]
- Six concertinos à quatre parties, pour 2 violon, alto et basse continue, op. 7 (Paris 1740)[20]
- Second livre de symphonies dans le goût italien en trio, pour 2 violons et basse continue, op. 14 (Paris, Le Clerc 1748)[21]
- Divertissements de symphonies en trio, pour 2 violons et basse continue, op. 15 (Paris 1751)[22] Dédié à Mme de Pompadour.
- Symphonies d'un goût nouveau en forme de concerto pour les Musettes, vielles, flûtes ou hautbois, op. 16 (1752, éd. Boivin) perdues[23]

### Scène
- L'opérateur chinois, ballet-pantomime (Théâtre des Petits Cabinets, Paris 12 décembre 1748) — paroles de François-Augustin Paradis de Moncrif et ballet dirigé par Jean-Baptiste Dehesse, de la Comédie-Italienne. L'œuvre est redonnée sur la même scène le 16 janvier 1749.
- La Cabale sur un livret de Saint-Foix, comédie épisodique (1748)[14] créé le 11 janvier 1749 à la Comédie-Italienne de Paris.

## Discographie
- Sonate pour violon et basse continue, op. 1 no 4 - Simon Standage, violon ; Lars Ulrik Mortensen, clavecin (19-21 avril 1992, Chandos CHAN0531) (OCLC 28826562) — La sonate de Guillemain se trouve accompagnée d'autres de Leclair et Mondonville et quelques pièces de clavecin.
- Conversation, Galantes, Amusantes : Sonates en quatuors extraites des opus 12 et 16 - Ens. Les Conversations : Valerie Balssa-Jaffres, flûte ; Catherine Girard, violon ; Emmanuel Balssa, viole de gambe ; Alix Verzier, violoncelle ; Blandine Rannou, clavecin (1/5 octobre 1996, Verany PV797011) (OCLC 416096644)
- Caprices, op. 18 - Gilles Colliard, violon baroque (9-11 septembre 2001, EMEC E-048) (OCLC 54613954)
- Amusement, op. 18 - Gilles Colliard, violon baroque (10-12 août 2002, EMEC E-054) (OCLC 431225606)
- Amusements : extraits des opus 1, 8, 11, 13 et 18 - Ens. Aliquando : Stéphanie Paulet, Bérengère Maillard, violons ; François Lazarevitch, flûte ; Lucile Boulanger, basse de viole ; Claire Gratton, violoncelle ; Maude Gratton, clavecin (2010, Muso) (OCLC 894544579)
- Six quatuors avec flûtes, op. 12 - Wilbert Hazelzet, flûte ; Ens. Fantasticus : Rie Kimura, violon baroque ; Robert Smith, viole gambe ; Guillermo Brachetta, clavecin (3-7 octobre 2017, 2 SACD Resonus Classics RES10222) (OCLC 1052780148)
- Second Livre de Sonates en quatuor, œuvre XVII, Ensemble La Française. CD Musica Ficta 2020